# تل بري
تل بري هو تل أثري من التلال الأثرية السورية العديدة المنتشرة في سوريا وهو من مناطق الحضارات الأولى للبشرية.

## الموقع
يقع التل في محافظة الحسكة على بعد 55 كم شمال شرق مدينة الحسكة ـ حوالي 800 كم عن العاصمة دمشق وهو من ضمن مجموعة كبيرة من التلال الأثرية الموجودة في منطقة الجزيرة الفراتية في سوريا. يقع على الضفة الشرقية لمجرى نهر الجقجق.

## التنقيب

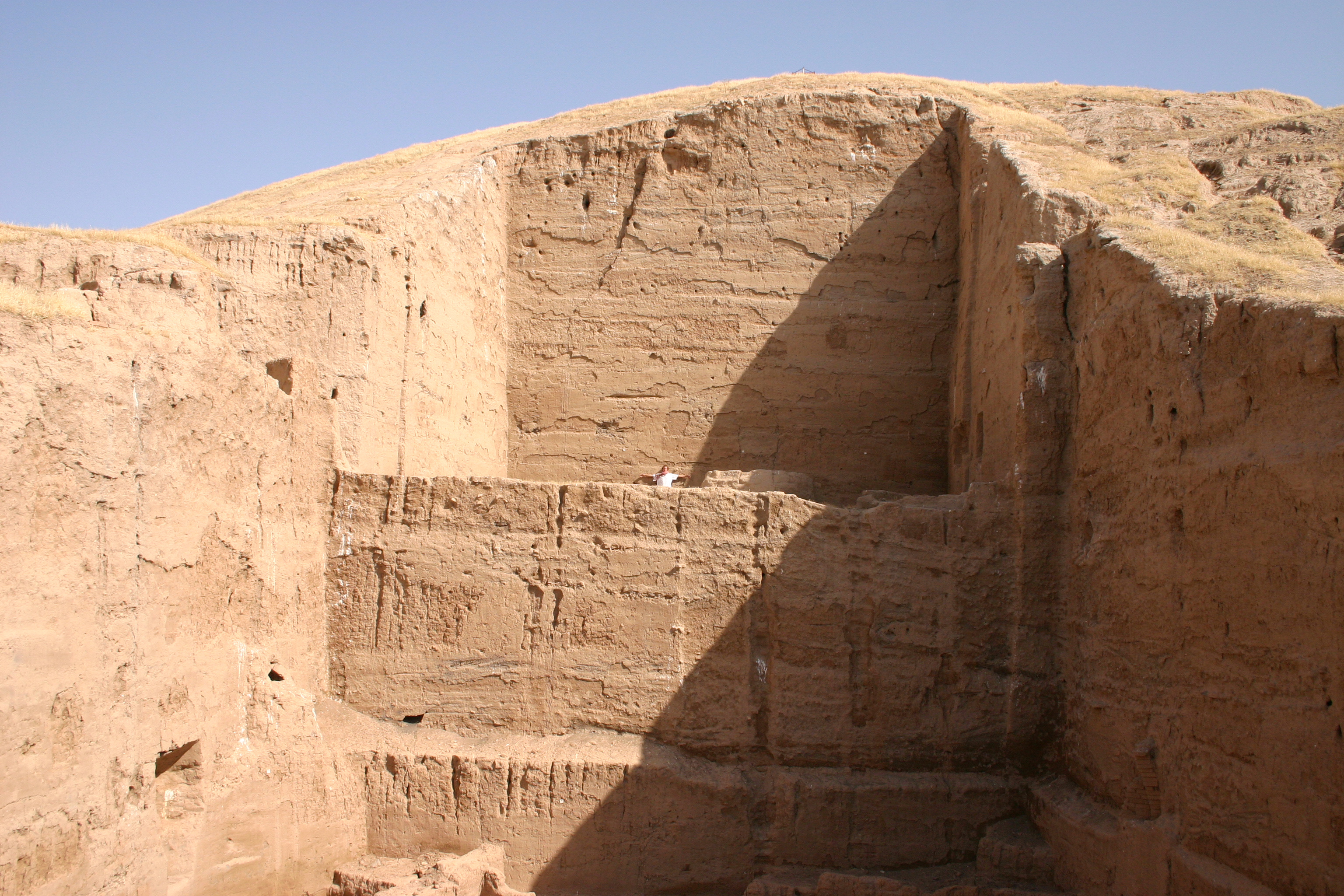
منطقة حفريات في تل بري

بدأ التنقيب في الموقع عام 1980 م على يد بعثة أثرية إيطالية بإدارة البروفسور «ايميليو بيكوريلا» وبالتعاون مع الهيئة العامة السورية للآثار. أسفرت التنقيبات الأثرية للبعثة عن العثور على مكتشفات هامة منها طبقات أثرية تعود إلى فترات متعددة تمتد من الألف الثالث قبل الميلاد حتى الفترة الرومانية. إضافة إلى جرار فخارية تعود إلى العصر البارتي وحلي وقلادة من الصدف وحجارة بازلتية منحوتة لاستخدامات الطحن وختم أسطواني وبلاطات مصنوعة من الحجر المرمر تعود إلى العصر الآشوري الحديث. وعلى خواتم برونزية ورقم مسمارية تعود إلى العصر الآشوري الوسيط والحديث وأجزاء من مصنوعات ودواليب واوان فخارية تعود إلى العصر الأكادي.
اكتشف في القطاع (M) في الموقع بناء ضخم تبلغ مساحته حوالي 600 م2 مبني من مادة الآجر المشوي مع حشوه جصية وفي بعض الأماكن من اللبن وهو ذو صفة أدارية، وقد تم تجهيز الموقع في الفترة البيزنطية من عند القمة وعلى كامل محيط التل بسور دفاعي مجهز بأبراج وأبنية وهي تعود إلى عهد الإمبراطور «انستاسيوس» الأول (490-508 م)».

## مهد الحضارة

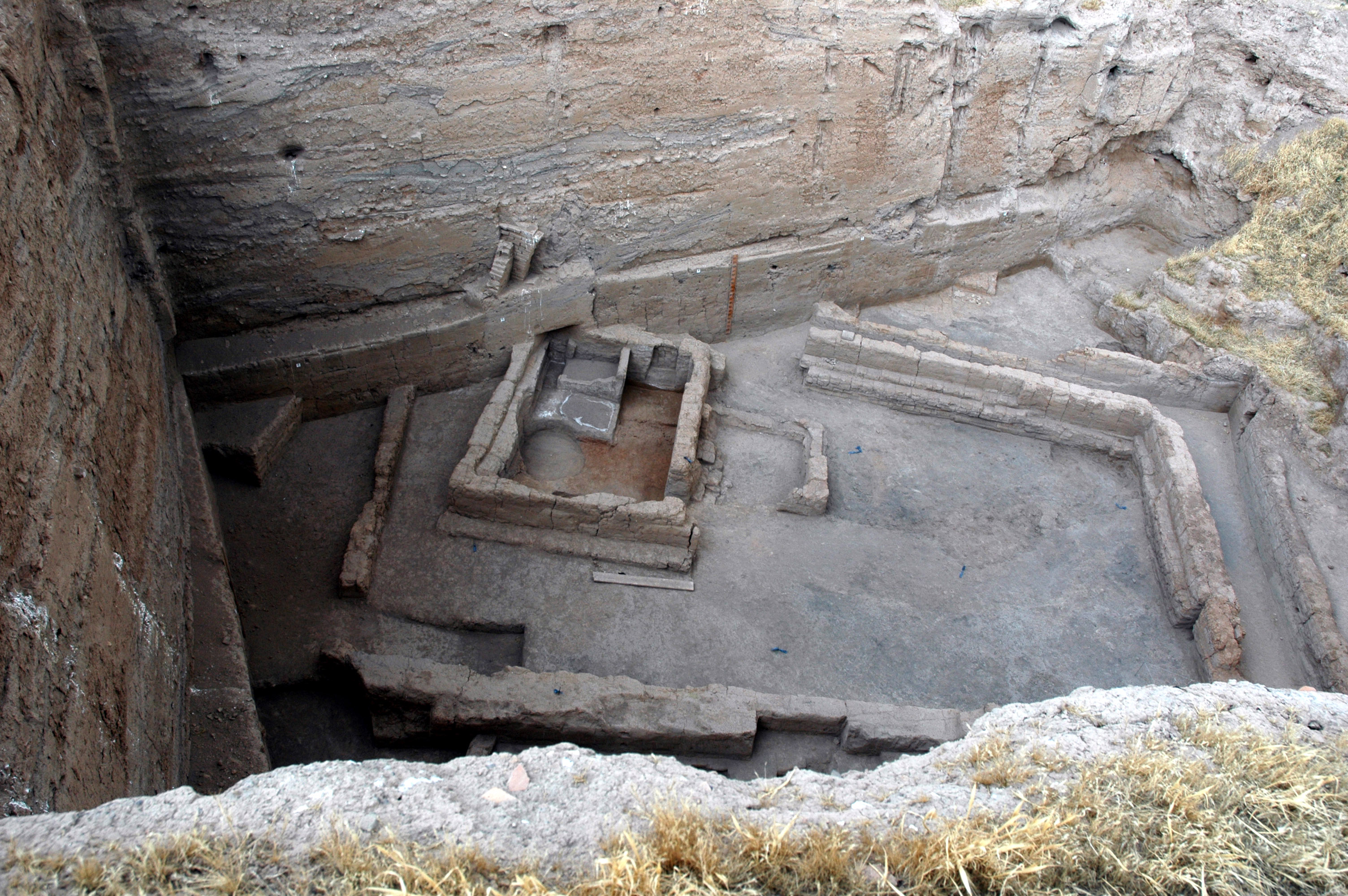
التنقيبات الأثرية في تل بري

ودلت مكتشفات البعثات التي عملت في منطقة الجزيرة الفراتية بشمال شرق سوريا على أهمية الحضارات السورية القديمة المتعاقبة وأهمية المنطقة كمهد الحضارات وكمركز اقتصادي وثقافي وتجاري مهم.
تمكنت البعثة الأثرية الإيطالية برئاسة د. باولو إيميليو بيكوريلا، من التوصل إلى العديد من المكتشفات الهامة في موقع تل بري في محافظة الحسكة / سوريا. خلال الموسم التنقيبي التالي تم الكشف عن سويات حضارية، احتوت على أجزاء من أبنية مبنية من اللبن والحجارة واللبن المشوي، وعلى ارضيات مرصوفة وأقنية لتصريف المياه وقبور وتنانير تعود إلى النصف الثاني من الألف الثالث ق.م وإلى الفترة الساسانية.

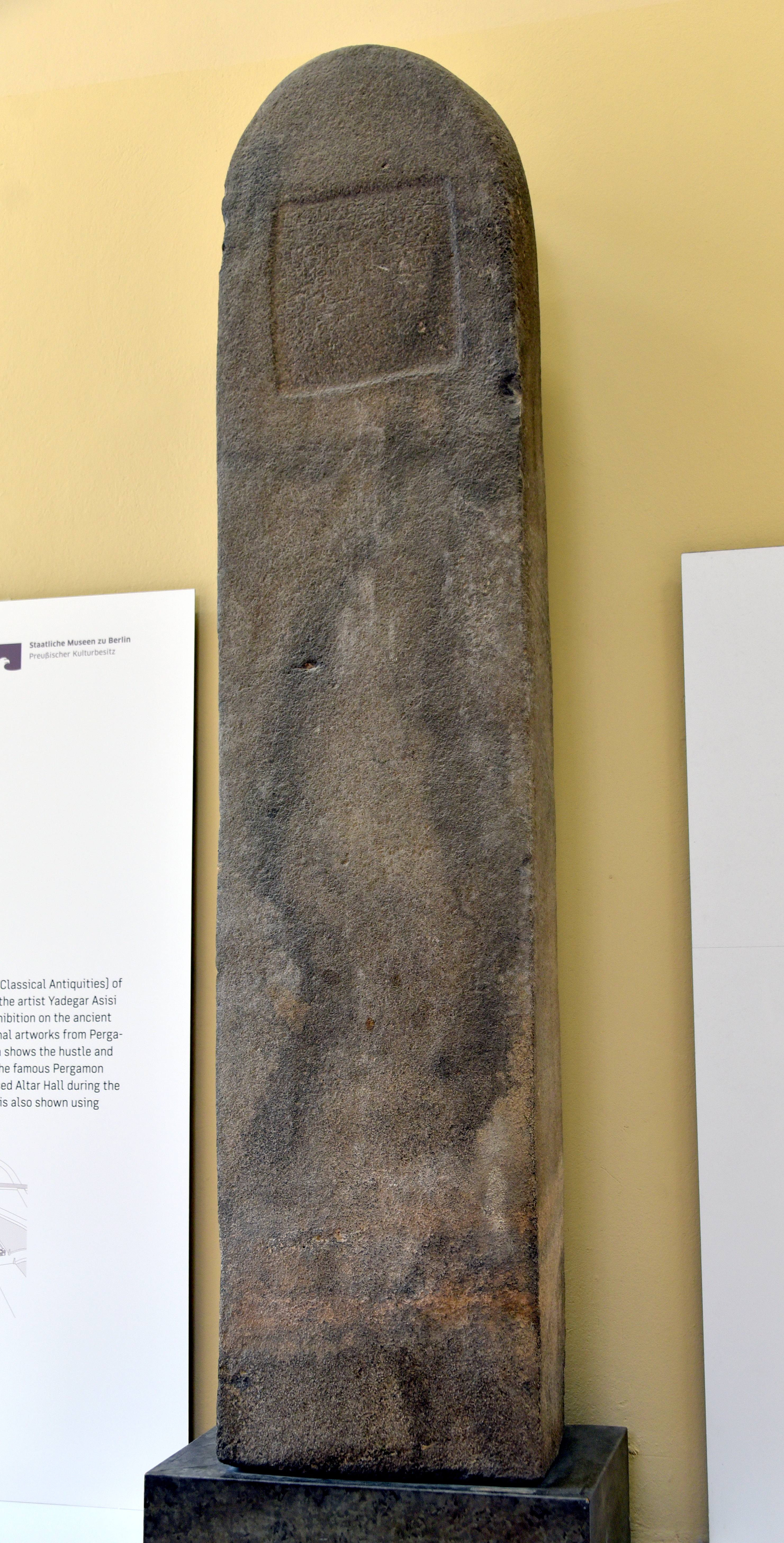
شاهدة لشار باتي بيلي حاكم آشور ونصيبين وأوراكا، وكهات، وماساكا عام 831 قبل الميلاد. عثر عليها في مدينة آشور بالعراق ومحفوظة حاليا في متحف بيرغامون

كما تمكنت البعثة من العثور على عدة لقى أثرية مكونة من تماثيل ودمى حيوانية ودواليب لعربة مصنوعة من الطين تعود إلى عصر السلالات الباكرة الثالثة، مثل عظام عليها زخارف وخرز وأحجار متنوعة وقطع من البرونز تعود للعصر الأكادي ومن اللقى أيضًا كتلة مسطحة سميكة من حجر البازلت نقشت على سطحها كتابة مسمارية من العصر الآشوري الحديث. وعثرت البعثة على لقى أخرى من الفترتين البارثية والبيزنطية، عبارة عن تمثال لرجل عار منحوت من الحجر الأبيض الرخامي، وأسرجة فخارية. إلى جانب مجموعة من الأواني الفخارية ودمى حيوانية ومسامير ورحى ومدقات بازلتية وخرز متنوع.
وتضاف هذه المكتشفات إلى المكتشفات السابقة في هذا الموقع ولا سيما القصر العائد للعصر الآشوري الحديث، والأبنية الأخرى العائدة لعصور مختلفة كالبارثي والروماني والأكادي، والمحتوية على أرضيات وحوض مبطن بمونة كلسية وجرن كبير من الفخار وتنانير وقبور وأرضيات خصصت لنشاطات صناعية.
ومن أبرز مكتشفات الموسم التنقيبي الأول جرار فخارية وأدوات منزلية وبلاطات حجرية «مرمر» وزخرفة كلسية «فريسك» وقلادة من الصدف وختم أسطواني وزبدية من البرونز تعود إلى العصر الآشوري الحديث.. وجرن بازلتي عليه كتابة مسمارية ورقم مسماري صغير، وجزأين لرقمين مسماريين تعود إلى العصر الآشوري الوسيط، وجرار وأجزاء من دمى ودواليب تعود إلى العصر الأكادي.